# Пилипенко, Анатолий Терентьевич
Анатолий Терентьевич Пилипенко (3 мая 1914 — 20 апреля 1993) — украинский, советский химик-аналитик, академик АН УССР (1976), доктор химических наук, заведующий кафедры химии и анализа редких элементов (1961—1975), декан химического факультета Киевского национального университета им. Т. Шевченко.

## Биография
Родился 3 мая 1914 года в селе Кирилловке (ныне Звенигородского района Черкасской области). В период с 1931 по 1936 год учился на химико-технологическом факультете Киевского политехнического института.
После окончания аспирантуры в КПИ, Пилипенко работал ассистентом, затем доцентом Киевского технологического института силикатов. В 1944 году добровольно ушел на фронт.
В послевоенное время начал работу на химическом факультете Киевского государственного университета имени Т. Г. Шевченко доцентом, а после защиты докторской диссертации в 1960 году — профессором. В течение 1960—1968 лет занимал должность декана, с 1971 по 1975 год — проректора по учебной работе.
В 1969 году Пилипенко был избран членом-корреспондентом АН УССР, два года был заместителем директора Института общей и неорганической химии АН УССР. С 1976 года занимал должность директора Института коллоидной химии и химии воды им. А. Думанского АН УССР и заведующего отделом аналитической химии. В 1976 году стал академиком АН УССР.
Умер 20 апреля 1993 года. Похоронен вместе с женой на Байковом кладбище (участок № 49а).

## Научная деятельность
В 1939 году защитил кандидатскую диссертацию на тему «К вопросу об определении ниобия и тантала». Через 20 лет получил степень доктора химических наук за диссертацию «Исследования аналитических реактивов, содержащих тиолы и тиольные группы».
Основное научное направление — применение комплексных соединений и органических реактивов в химическом анализе неорганических материалов, исследование комплексов металлов с органическими и неорганическими лигандами и применение их в анализе.
Дал классификацию используемых в химическом анализе органических реактивов. Разработал фотометрические и люминесцентные методы определения редких элементов.

## Награды
Награждён орденами Отечественной войны, Трудового Красного Знамени, знаком Почета.
В 1973 году стал лауреатом Государственной премии УССР в области науки и техники за публикацию в 1969 году в соавторстве с Жаровским Ф. Г. и Пятницким И. В. учебника по аналитической химии.
В 1984 году присвоено почетное звание «Заслуженный деятель науки и техники УССР» и стал лауреатом премии АН Украины имени Л. В. Писаржевского.

## Публикации
Пилипенко опубликовал 1000 работ. Он является автором и соавтором 19 монографий, учебников, справочников. Среди них:

### Монографии
Бабко А. К., Пилипенко А. Т. Колориметрический анализ. — М.: ГНТИ хим.лит., 1951. — 408 с.
Бабко А. К., Пилипенко А. Т. Фотометрический анализ: Общие сведения и аппаратура. — М.: Химия, 1968. — 387 с.
Бабко А. К., Пилипенко А. Т. Фотометрический анализ: Методы определения неметаллов. — М.: Химия, 1974. — 360 с.
Пилипенко А. Т., Зульфигаров О. С. Гидроксамовые кислоты. — М.: Наука, 1989. — 176 с.
Пилипенко А. Т., Пилипенко Л. А., Зубенко А. И. Органические реагенты в неорганическом анализе. — Киев: Наукова думка, 1994. — 336 с.

### Учебники
Жаровский Ф. Г., Пилипенко А. Т., Пятницкий И. В. Аналітична хімія. — Киев: Вища школа, 1969, 1982. — 560, 544 с.
Пилипенко А. Т. Органічні реактиви в неорганічному аналізі. — Киев: Вища школа, 1972. — 216 с.
Пилипенко А. Т., Починок В. Я., Середа И. П., Шевченко Ф. Д. Справочник по химии для поступающих в вузы / Пилипенко А. Т.. — Киев: Наукова думка, 1971. — 407 с.